# コッドマンの三角
コッドマンの三角（コッドマンのさんかく、英: Codman's triangle）とは主に腫瘍による損傷により形成される骨膜化骨において骨から離れて骨膜が形成される三角野領域を示す用語。
コッドマンの三角の主要な原因は骨肉腫、ユーイング肉腫、骨膜下膿瘍である。